# Zapon-Farbstoffe
Zapon-Farbstoffe sind lichtechte Lösungsmittelfarbstoffe, die in organischen Lösungsmitteln (Alkohole und Glycolether) gut löslich sind. Sie zählen zur Gruppe der organischen Metallkomplexfarbstoffe, meist mit Chrom oder auch Kupfer oder Cobalt als Zentralatom.

## Verwendung
Zapon-Farbstoffe werden als Bestandteil von Transparentlacken (Zaponlack) für Metalle und für Holzbeizen verwendet.
Beispiele:
| Farbstoff              | Bemerkung      |
| ---------------------- | -------------- |
| C.I. Solvent Yellow 32 | Chrom-Komplex  |
| C.I. Solvent Yellow 21 | Chrom-Komplex  |
| C.I. Solvent Yellow 45 | Chrom-Komplex  |
| C.I. Solvent Orange 5  | Chrom-Komplex  |
| C.I. Solvent Orange 6  | Chrom-Komplex  |
| C.I. Solvent Red 109   | Chrom-Komplex  |
| C.I. Solvent Red 35    | Chrom-Komplex  |
| C.I. Solvent Red 8     | Chrom-Komplex  |
| C.I. Solvent Violet 2  | Chrom-Komplex  |
| C.I. Solvent Blue 25   | Kupfer-Komplex |
| C.I. Solvent Brown 37  | Cobalt-Komplex |
| C.I. Solvent Black 34  | Chrom-Komplex  |

Chemische Struktur von C.I. Solvent Yellow 32

Chemische Struktur von C.I. Solvent Red 8

Zapon war bis 2010 eine eingetragene Marke der BASF.